# Polyrhachis horacei
Polyrhachis horacei är en myrart som beskrevs av Hung 1967. Polyrhachis horacei ingår i släktet Polyrhachis och familjen myror. Inga underarter finns listade i Catalogue of Life.